# Bersama giuliarellii
Bersama giuliarellii är en tvåhjärtbladig växtart som beskrevs av Emilio Chiovenda. Bersama giuliarellii ingår i släktet Bersama och familjen Melianthaceae. Inga underarter finns listade i Catalogue of Life.